# Копальня Кітадайто
Копальня Кітадайто — колишній гірничодобувний майданчик на японському острові Кітадайто зі складу архіпелагу Дайто.
На початку 1900-х років японці узялись за освоєння раніше безлюдних островів Дайто, що лежать у Філіппінському морі за три сотні кілометрів на схід від Окінави. Острів Мінамідайто перетворився на великий центр виробництва цукру, тоді як розташовані північніше та південніше Кітадайто та Окідайто передусім відомі завдяки своїм фосфоритовим копальням (які є єдиними гірничодобувними майданчиками в історії Японії, що здійснювали видобуток фосфоритів у промислових масштабах).
В 1910-му один з японських підприємців спробував почати розробку покладів Кітадайто, проте вона завершилась невдачею вже наступного року через нестандартний склад фосфоритів острова, які переважно складались з фосфату алюмінію (тоді як поширений у світі метод передбачав виробництво суперфосфату на основі фосфату кальцію). Втім, успіх копальні Окідайто стимулював компанію Toyo Sugar (опікувалась зазначеними вище цукровими плантаціями) повернутись до проєкту розробок на Кітадайто. У 1918—1919 роках тут звели комплекс споруд копальні, втім, з описаної вище причини обсяги видобутку первісно були незначні. Після того, як в 1919 та 1920 роках копальня видала 3,5 та 8,7 тисячі тонн відповідно, відбулось падіння до 1 тисячі тонн в 1921-му, оскільки найбільш привабливі поклади фосфату кальцію виявились вилученими.
У підсумку все-таки вдалось розробити технологію виробництва прийнятного за якістю добрива шляхом обробки алюмінієвмісних фосфоритів Кітадайто при температурах від 500 до 600 градусів. Добриво поступалось суперфосфату за швидкістю дії, проте завдяки розчиненню у лимонній кислоті, яку виділяли корінці рослин, не так вимивалось із водонасичених ґрунтів та мало певні переваги для підживлення рисових полів. У 1920-му створили компанію Taisei Chemical Industry, яка відкрила в Токіо фабрику з виробництва добрива. Поступово якість та відомість останнього зросли і, як наслідок, видобуток на Кітадайто в 1922—1925 роках становив від 9 до 13 тисяч тонн, а потім ще збільшився та протягом 1926—1934 років коливався від 21 до 27 тисяч тонн на рік (у цей період у 1927-му Toyo Sugar була поглинута Dainihon Sugar).
Крім того, ще в 1920-му почали продавати фосфат алюмінію виробникам фосфору (отримати цей продукт було неважко методом електролізу), який далі використовували передусім для продукування сірників.
Розробка велась відкритим способом з використанням ручної праці. Руду вилучали з каверн, що мали глибину від 2 до 30 метрів (в останньому випадку вони фактично досягали рівня моря і в них починала просочуватись вода) та могли сполучатись між собою. Також відзначалось, що руда у нижній частині покладів зазвичай кращої якості, аніж у верхній. Вилучену породу транспортували до переробної фабрики у вагонетках, рух яких по колії забезпечували як гужовою, так і механізованою тягою.
У випадку видобутку фосфату кальцію руду доводилось просіювати та промивати, а потім сушити за допомогою вугілля або на дровах Все це суттєво ускладнювало процес та навіть призвело до зупинки роботи з фосфатом кальцію між 1926 та 1932 роками. При підготовці алюмінієвмісних фосфоритів їх просушували на сонці, при цьому протягом процесу кілька раз перевертали за допомогою звичайного плугу, запряженого волами. Висушену товарну продукцію так само вагонетками відправляли на склад.
До комплексу споруд копальні входив власний причал, який дозволяв завантажувати баржі ємністю 2 тонни. Останні транспортували фосфорити для передачі на судно, що знаходилось на якірній стоянці в районі з необхідними глибинами. Під час приходу корабля за добу на нього доправляли до 1000 тонн фосфоритів (та одночасно розвантажували різноманітні предмети постачання), тому для такої роботи залучали якмога більше людей, включно з тими, що здійснювали вирощування цукрової тростини на сусідньому Мінамідайто.
У середині 1930-х японці почали приділяти дедалі більше уваги політиці самозабезпечення, що, зокрема, знайшло відображення в нарощуванні видобутку на Кітадайто, який між 1935 та 1941 роками зріс з 30 до 44 тисяч тонн на рік.
Все те ж прагнення до самозабезпечення змусило звернути увагу на фосфорити Кітадайто як потенційне джерело алюмінію. Розроблена на замовлення Dainihon Sugar технологія показала непогані лабораторні результати і в 1940-му на основі сировини Кітадайто запустили глиноземний завод у Хатінохе (острів Хонсю). Втім, після масштабування до промислових масштабів технологія виявилась непридатною.
На тлі вступу до Другої світової війни та припинення міжнародної торгівлі Японія активізувала розробку внутрішніх ресурсів і в 1942-му видобуток на Кітадайто досягнув історичного максимуму з показником у 72 тисячі тонн. Втім, вже наступного року через активізацію ворожих підводних човнів в Японській імперії почали наростати транспортні проблеми і видобуток на Кітадайто скоротився до 59 тисяч тонн. 12 травня та 1 квітня 1944-го американська субмарина USS Flying Fish потопила біля Кітадайто транспорти «Тайджин-Мару» (Taijin Maru, 1924 BRT) та «Мінамі-Мару» (колишнє норвезьке судно, захоплене у грудні 1941-го в Сайгоні, 2398 BRT), причому другий з них вже встиг прийняти вантаж фосфоритів. З урахуванням погіршення військової ситуації в 1944-му видобуток на Кітадайто впав до 40 тисяч тонн, проте це все-рівно зробило острів найбільшим продуцентом в Японії, оскільки традиційний лідер галузі — копальня на Ангаурі — зазнала руйнувань при бомбардуванні, а потім на Ангаурі висадились американські війська.
На тлі військового краху японської армії логістичні проблеми у підсумку стали непереборними, крім того, додались повітряні нальоти, а потім і обстріли, унаслідок чого споруди копальні отримали суттєві пошкодження. У підсумку в 1945-му копальня Кітадайто видала менше 2 тисяч тонн фосфоритів (а вже наприкінці березня 1945-го почалась операція на Окінаві).
По завершенні Другої світової війни американці вирішили використати фосфорити Кітадайто у їх програмі відновлення сільського гсосподарства на Окінаві. У 1946-му на танкодесантному кораблі на Кітадайто доправили армійську важку техніку (бульдозери, скрепери, екскаватори, вантажівки, конвеєрні стрічки, бурові установки, лебідки) та відновили роботи. Планувалось видобувати до 7,5 тисячі тонн на місяць, втім, механізований спосіб видобутку не дозволяв вибірково вилучати руду найкращої якості, тому отриманий продукт мав незадовільні характеристики та не користувався попитом. Як наслідок, в 1950 році копальню на Кітадайто остаточно закрили.
Загальний накопичений видобуток з 1918 по 1949 рік досягнув 774 тисяч тонн фосфоритів, з яких 70 тисяч тонн вилучили на завершальному етапі у 1946—1949 роках. Проведені згодом дослідження дозволили оцінити залишкові ресурси острова у 270 тисяч тонн фосфату кальцію та 190 тисяч тонн фосфату алюмінію.